# Paul Halla
Paul Halla (10 de abril de 1931 - 6 de dezembro de 2005) foi um futebolista austríaco.

## Carreira
Paul Halla competiu na Copa do Mundo FIFA de 1954, sediada na Suíça, na qual a seleção de seu país terminou na terceira colocação dentre os 16 participantes.

## Títulos
Rapid Viena
- Campeonato Austríaco (5): 1954, 1956, 1957, 1960, 1964